# Élodie Godin
Élodie Godin (5 de julho de 1985) é uma basquetebolista profissional francesa, medalhista olímpica.

## Carreira
Élodie Godin integrou a Seleção Francesa de Basquetebol Feminino, em Londres 2012, conquistando a medalha de prata.